# Emmanuel József
Emmanuel József (Verbó, 1804. november 18. – Kasza, 1890. május 8.) katolikus esperes, plébános.

## Élete
Olasz származású atyja kereskedő volt. Nagyszombatban, Nyitrán és Pozsonyban tanult, majd 1821-ben a nyitrai püspökség papnövendékei közé vették fel és a bölcseletet Nyitrán, a teológiát pedig Nagyszombatban végezte el.
1827. november 15. miséspappá szentelték. Segédlelkész volt Nagybiccsén és Kaszán (Trencsén vármegye). 1845-ben plébános lett Felsőkocskócon, 1846-ban pedig Kaszán, ahol meghalt. Halála előtt az ottani néptanítónak tollba mondta verses síriratát.

## Munkái
Kitűnő szlovák nyelvű versíró volt; erkölcsi irányú és szatirikus költeményei nagyobb részt katolikus lapokban, de külön kiadásban is megjelentek.
Kéziratban maradtak: Mravné nauky (erkölcsi tanítások); Večeky krestanskomravnich citov (keresztény erkölcsös érzület koszorúcskái); Večerné zábavy (esti mulatságok, humorisztikus munka); Odmena detinskej usilovnojti pre mládež skolskú (a gyermeki szorgalom jutalma az iskolai ifjúság számára); Bohyňa Tatranských hor (Tátra istennője.)